# كوكب WASP-19b
كوكب WASP-19b هو كوكب خارج المجموعة الشمسية ، يشتهر بامتلاكه لأقصر فترات مدارية لأي جسم كوكبي معروف: 0.7888399 يومًا أو ما يقرب من 18.932 ساعة. له كتلة قريبة من كتلة المشتري (1.15 كتلة كوكب المشتري ) ، ولكن بالمقارنة بالمشتري فله نصف قطر أكبر بكثير (1.31 مرة من كوكب المشتري ، أو 0.13 نصف قطر شمسي ) ؛ مما يجعله بحجم نجم منخفض الكتلة تقريبًا. يدور حول النجم WASP-19 في كوكبة فيلا . في وقت الاكتشاف ، كانت هذه هي أقصر فترة تم اكتشافها للمشتري الحار ( hot Jupiter) ، حيث كان للكواكب ذات الفترات المدارية الأقصر تركيبة صخرية أو معدنية.
توصلت دراسة أجريت في عام 2012 باستخدام تأثير روسيتر-ماكلولين إلى أن مدار الكوكب يتماشى جيدًا مع المستوى الاستوائي للنجم ، حيث يساوي اختلال المحاذاة -15 ±11 درجة.
وفي عام 2013 لوحظ بالكاد كسوف ثانوي ومراحل مدارية من البيانات التي تم جمعها باستخدام تلسكوب ASTEP ، مما يجعله أول اكتشاف من هذا النوع من خلال المشاهدات من الأرض. كان هذا ممكنًا بسبب الحجم الكبير للكوكب ومحوره شبه الرئيسي الصغير.
في عام 2019 ، شوهد الكوكب بواسطة تلسكوب TESS وتم قياس كسوف الكوكب. تم قياس الاختلافات الواسعة الناتجة عن المظهر المتغير للوجه الساخن للكوكب. استنتجت الدراسة درجة حرارة جانب النهار تبلغ 2240 ± 40 كلفن (تعادل 1967 ± 40 درجة مئوية ) وأن الكوكب يعكس 16 ± 4 بالمائة من الضوء الذي يسقط عليه. القيمة الأخيرة مرتفعة نسبيًا مقارنة بالكواكب الأخرى.
على الرغم من الفترة المدارية القصيرة ، لم يتم اكتشاف الانحلال المداري لـلكوكب WASP-19b اعتبارًا لعام 2019.
في أغسطس 2022 ، تم إدراج هذا الكوكب ونجمه المضيف ضمن 20 نظامًا تم تسميتهم من قبل مشروع NameExoWorlds الثالث.

## الجو
في ديسمبر 2013 ، أبلغ العلماء الذين يعملون مع تلسكوب هابل الفضائي عن اكتشاف الماء في الغلاف الجوي لكوكب خارج المجموعة الشمسية .
في سبتمبر 2017 ، أبلغ علماء الفلك الذين استخدموا التلسكوب الكبير جدًا في المرصد الأوروبي الجنوبي عن اكتشاف أكسيد التيتانيوم (TiO) في الغلاف الجوي لكوكب WASP-19b. كانت هذه هي المرة الأولى التي يتم فيها اكتشاف أكسيد التيتانيوم في جو كوكب خارج المجموعة الشمسية. كما اكتشفوا ضبابًا منتشرًا بشدة في الغلاف الجوي وكذلك عنصر الصوديوم ، وأكدوا أيضًا وجود الماء. تم تأكيد الضباب الشديد وإشارة أكسيد التيتانيوم التي أمكن بالكاد تمييزها في عام 2021 ، بينما لم يتم العثور على أي علامة على وجود ماء أو معادن قلوية.
خلصت دراسة باستخدام بيانات TESS إلى أن جو WASP-19b يتمتع بكفاءة معتدلة في نقل الحرارة من جانب النهار إلى الجانب الليلي.

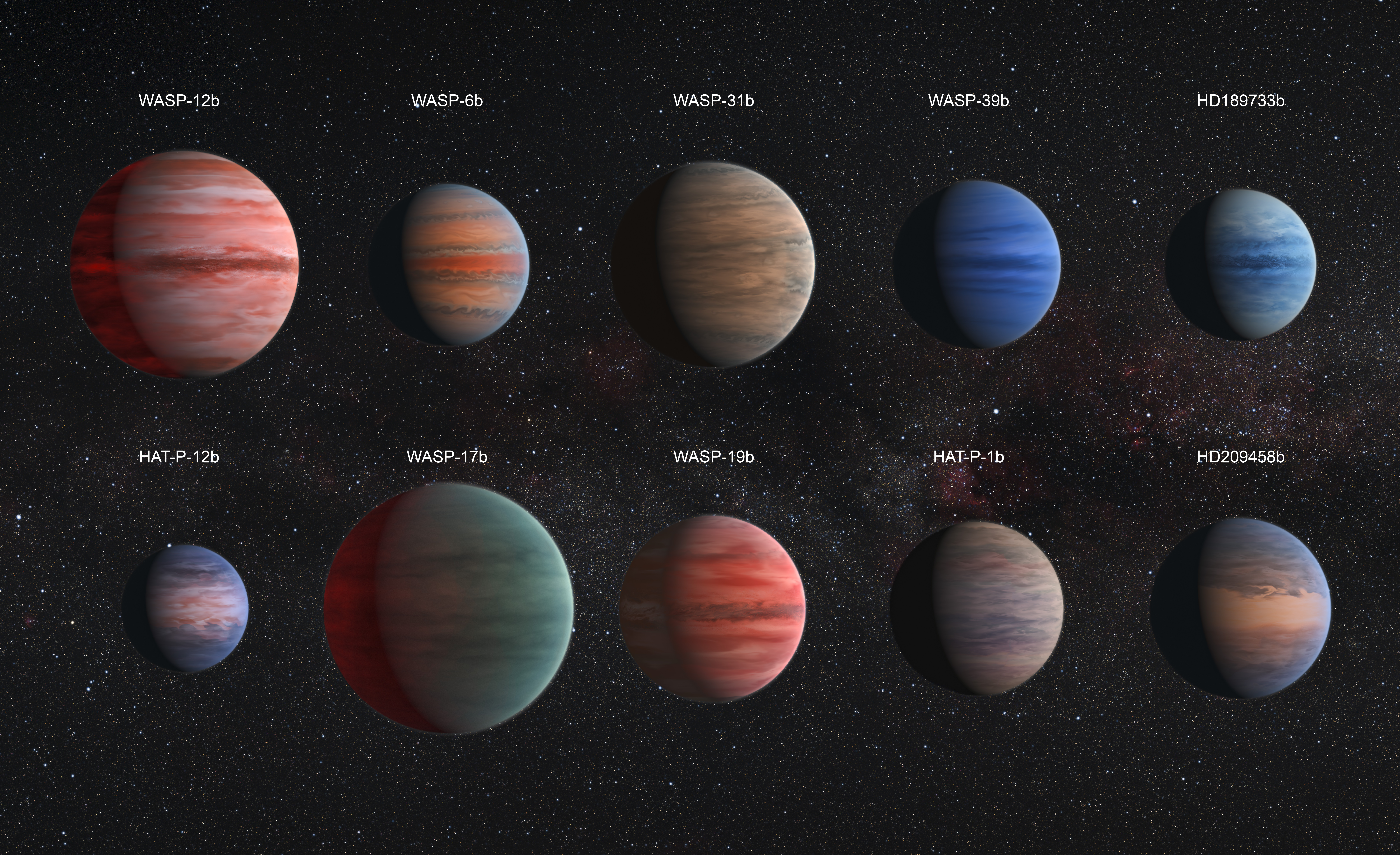
Comparison of "hot Jupiter" exoplanets (artist concept).

## روابط خارجية
قالب:Vela (constellation)